# Cape Mentelle
Cape Mentelle är en udde i Australien. Den ligger i delstaten Western Australia, omkring 240 kilometer söder om delstatshuvudstaden Perth.
Runt Cape Mentelle är det mycket glesbefolkat, med 3 invånare per kvadratkilometer.. Närmaste större samhälle är Margaret River, nära Cape Mentelle.
I omgivningarna runt Cape Mentelle växer i huvudsak blandskog. Genomsnittlig årsnederbörd är 1 147 millimeter. Den regnigaste månaden är maj, med i genomsnitt 198 mm nederbörd, och den torraste är februari, med 10 mm nederbörd.